# Linariantha bicolor
Linariantha bicolor är en akantusväxtart som beskrevs av Brian Laurence Burtt och R. M. Smith. Linariantha bicolor ingår i släktet Linariantha och familjen akantusväxter. Inga underarter finns listade i Catalogue of Life.